# Xã Fredlund, Quận Perkins, South Dakota
Xã Fredlund (tiếng Anh: Fredlund Township) là một xã thuộc quận Perkins, tiểu bang Nam Dakota, Hoa Kỳ. Năm 2010, dân số của xã này là 23 người.